# 扶猛
扶 猛（ふ もう、生没年不詳）は、中国の南北朝時代の軍人。字は宗略。本貫は上甲郡黄土県。

## 経歴
白獣蛮の代々渠帥をつとめる家に生まれた。南朝梁の大同年間、持節・厲鋒将軍・青州刺史に任じられ、上庸新城二郡太守・南洛北司二州刺史に転じ、宕渠県男に封じられた。侯景の乱が起こると、扶猛は部下を率いて自衛し、半独立の形勢を保った。
大統17年（551年）、西魏の大将軍王雄が魏興郡に入ったが、扶猛は要所に拠って堡を築き、ときおり使者を送って食糧を融通するのみであった。廃帝元年（552年）、王雄が魏興郡を落とすと、扶猛は部下を率いて降伏した。車騎大将軍・儀同三司の位を受け、散騎常侍を加えられ、また宕渠県男の爵位を受けた。上庸新城二郡を合わせて羅州が立てられると、扶猛はその刺史となった。恭帝2年（555年）、部下1000人を率いて、開府の賀若敦に従って南方の信州を攻撃した。扶猛は賀若敦の命を受けて、人跡未踏の別道を進んで白帝に到達した。梁の信州刺史の向鎮侯が陣を布いて扶猛を待ち受けており、扶猛はこれと戦って勝利した。勝勢に乗じて進軍し、白帝城に入った。梁の南梁州刺史の譙淹が西魏軍に敗れて、水軍を率いて長江を下ろうとした。扶猛は賀若敦らとともにこれを迎え撃って破った。凱旋すると、功績により開府儀同三司に進んだ。まもなく信州蛮が反乱を起こすと、扶猛は賀若敦に従って反乱を鎮圧した。水軍を率いて蛮帥の文子栄を汶陽で撃破した。爵位は臨江県公に進んだ。
武成2年（560年）、陳の侯瑱らが湘州に迫ると、扶猛は賀若敦に従って救援におもむき、武州刺史に任じられた。後に賀若敦に従って抜より帰還し、再び羅州刺史となった。保定3年（563年）、綏州刺史に転じた。天和2年（567年）、衛公宇文直に従って陳の華皎を助けた。このとき北周軍は敗れたが、扶猛の部隊だけが無事に帰還した。また田弘の下で漢南の諸蛮を攻撃し、前後十数戦して功績を挙げた。位は大将軍に進んだ。後に病没した。

## 伝記資料
- 『周書』巻44 列伝第36
- 『北史』巻66 列伝第54